# Umberto Macnez
Umberto Macnez (nom real Macinizzi, Pesaro (Marques), 1878 -Idem. 13 de juliol, 1947), fou cantant d'òpera italià (tenor) i professor de cant.

## Biografia
De petit, va cantar al cor de nois de la catedral de Pesaro, després va estudiar veu amb Felice Cohen, i més tard també va millorar com a cantant a Milà. Va debutar el 1900 a l'Òpera de Sassari com Arthur (Lucia di Lammermoor de Gaetano Donizetti).
Inicialment va ser emprat en rols menors, el 1901-1902. Va cantar a Lisboa, 1902-1903, i el 1907 va fer una gira per Amèrica del Sud (São Paulo, Montevideo, Buenos Aires). Va aconseguir cert èxit en la seva carrera després de 1908, el 1912-1913. va actuar amb èxit a Nova York i Boston, com a Hoffmann, participant en l'estrena a Nova York de The Tales of Hoffmann de Jacques Offenbach (The New York Times va valorar positivament la seva actuació, tot i que van assenyalar que la veu de Makne no era prou lleugera en timbre per a aquestes obres). L'agost de 1911 canta Rigoletto al teatre Civitanova amb la soprano valenciana Hermínia Gómez Serra (la spagnoletta) i ambdós aconsegueixen un sonat èxit. L'any 1914 va cantar a Barcelona i Sant Petersburg, i també va viatjar per Itàlia com a intèrpret del paper principal de Werther de Jules Massenet. Va continuar cantant fins al 1927. Al tombant dels anys 1900-1910, va fer diverses gravacions.
Umberto Macne tenia una família nombrosa, la seva filla Beatrice també era cantant d'òpera. Acabada la seva carrera d'intèrpret, va ensenyar al Conservatori de Bari, i després, l'últim any de la seva vida, al Conservatori de Pesaro, on un dels seu alumne va ser Franco Corelli.

## Enregistraments
- El llegat d'Edison, vol. 2 Tresors inèdits de l'Arxiu Edison[2]